# Охота Ханта
«Охота Ханта» (англ. The Hunting Party) — кинофильм, триллер режиссёра Ричарда Шепарда. Премьера состоялась 3 сентября 2007 года (в России 31 января 2008).
Слоган фильма: How can they find the world’s most wanted war criminal when the C.I.A. can’t? («Найдут ли они преступника, если даже ЦРУ бессильно?»).

## Сюжет
Репортёр Саймон Хант и оператор Дак вместе побывали в самых горячих точках планеты: от Боснии до Ирака, от Сомали до Эль Сальвадора. Они вместе уклонялись от пуль, записывали впечатляющие сюжеты и получали награды «Эмми». Но однажды все изменилось. Во время прямого эфира с Саймоном случается нервный приступ, после чего Дака повышают по службе, а Саймон куда-то исчезает.
Спустя пять лет Саймон неожиданно возвращается и обещает эксклюзивный сенсационный репортаж. Он убеждает Дака, что знает, где найти «Лиса» — Боснийского преступника номер один, которого разыскивают все спецслужбы мира. С этой опасной миссией журналисты, вооруженные лишь невнятной информацией, отправляются в самую глубь враждебной территории…

## В ролях
| Актёр                | Роль                                 |
| -------------------- | ------------------------------------ |
| Терренс Дэшон Ховард | Дак                                  |
| Ричард Гир           | Саймон Хант                          |
| Джеймс Бролин        | Франклин Харрис                      |
| Джесси Айзенберг     | Бенджамин Штраус                     |
| Дайан Крюгер         | Марьяна                              |
| Джордана Вукрес      | девочка при церемонии вознаграждений |
| Санела Сеферагич     | сексуальная ассистентка              |
| Дамир Сабан          | Герт                                 |
| Джой Брайант         | девушка Дака                         |
| Марк Иванир          | Борис                                |